# Dermatom

Dermatoamele în proiecţie anterioară şi posterioară

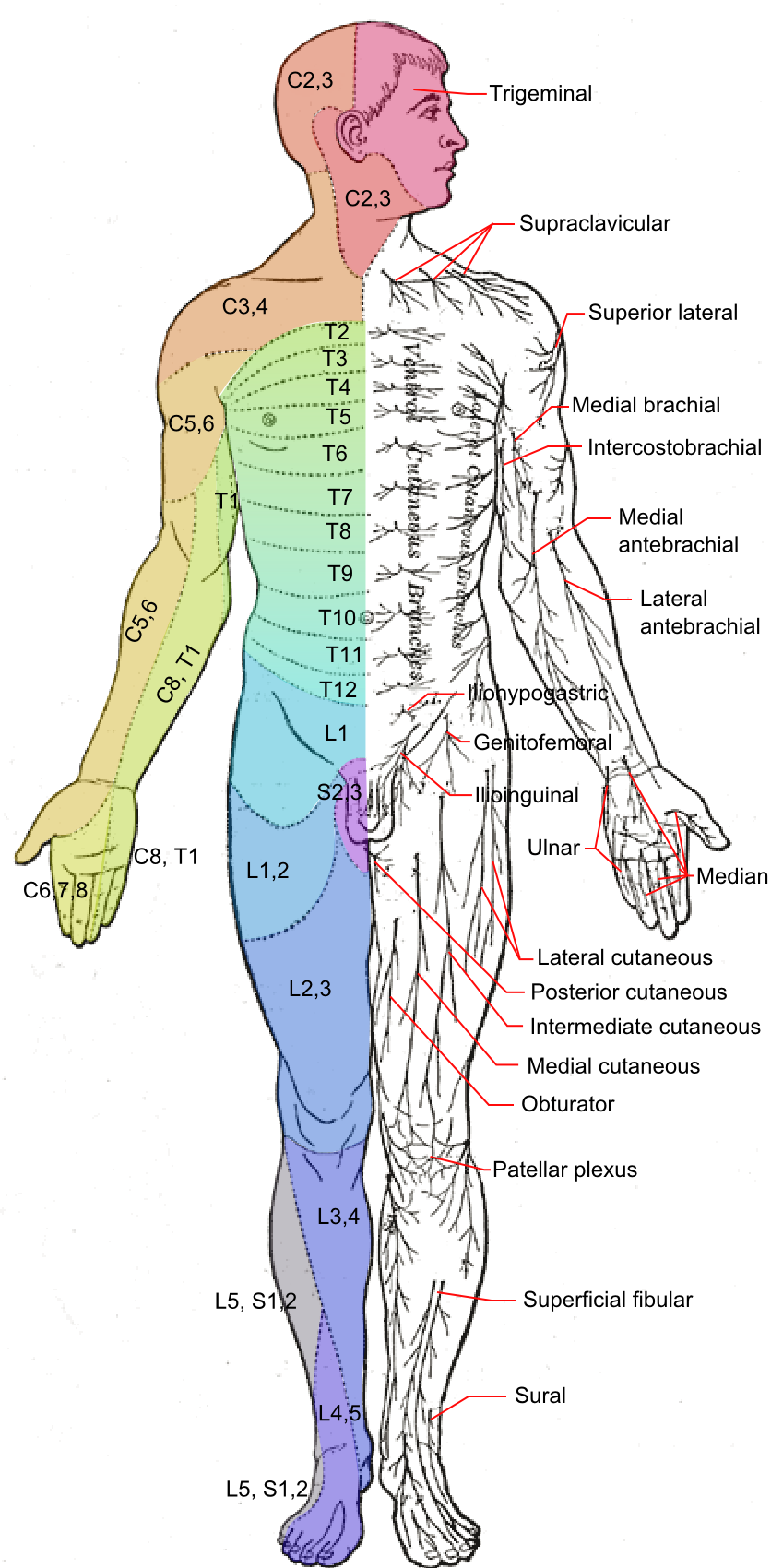
Dermatoamele anterioare şi dispunerea anterioară a ramurilor cutanate ale nervilor periferici

Un dermatom este o regiune sau suprafață a pielii care este inervată de către un singur nerv spinal.
Există opt nervi cervicali, doisprezece nervi toracici, cinci nervi lombari și cinci nervi sacrali.
Fiecare din acești nervi conduce stimulii senzitivi (inclusiv durerea) de la o anumită regiune a pielii la creier.

## Semnificație clinică
Cunoașterea topografiei dermatoamelor este utilă în cadrul evaluării clinice neurologice, deoarece oferă indicii asupra segmentului afectat de diverse procese patologice care implică măduva spinării. 